# Józefa Daszkiewicz
Józefa Anna Daszkiewicz (ur. 14 marca 1813 w Warszawie, zm. 24 sierpnia 1886 w Płocku) – polska aktorka, śpiewaczka operowa i operetkowa.
Uczyła się w warszawskiej szkole dramatycznej. 9 października 1832, jeszcze jako uczennica, zadebiutowała w Chłopie milionowym jako Wieczór. Równocześnie należała do chóru opery. 24 lutego 1833 na inauguracyjnym przedstawieniu Teatru Wielkiego wystąpiła w Cyruliku sewilskim. Została zaangażowana do zespołu dramatu teatru warszawskiego i zadebiutowała 18 lutego 1833 w roli Anieli w Wuju i siostrzeńcu. Występowała w rolach amantek i rolach chłopięcych. Równocześnie występowała w operach, śpiewając np. partię Anusi w Wolnym strzelcu
Była uczennicą Karola Kurpińskiego w zorganizowanej przez niego w 1835 szkole śpiewu przy Teatrze Wielkim w Warszawie.
W 1839 przerwała pracę i wyjechała na kurację za granicę. Powróciła do pracy w Warszawie 3 sierpnia 1840.
27 kwietnia 1841 wyszła za mąż za urzędnika Bronisława Śliwińskiego i przez następne dwa lata występowała pod nazwiskiem męża. W związku z ciężką chorobą ostatni raz wystąpiła na scenie Teatru Rozmaitości 7 maja 1848. Rok później otrzymała emeryturę. W 1849 jej mąż został rejentem w Kaliszu i małżonkowie przeprowadzili się tam.